# Johannes Roussel
 (octobre 2018).
Si vous disposez d'ouvrages ou d'articles de référence ou si vous connaissez des sites web de qualité traitant du thème abordé ici, merci de compléter l'article en donnant les références utiles à sa vérifiabilité et en les liant à la section « Notes et références ».
 (octobre 2018).
Johannes Roussel, né le 13 mars 1963 en Allemagne, est un dessinateur de bandes dessinées français.

## Biographie
Dessinateur-projeteur de formation, il exerce ce métier pendant quelques années puis se tourne vers le marketing.
Parallèlement à son activité professionnelle dans l'industrie, il publie dans les années 80, ses premières BD dans le fanzine Ziiip.
En 1988, il fait la connaissance de Roger Seiter et de Claude Guth, avec lesquels il publiera ses premiers albums Après un si long hiver - Alsace 1789 en 1989 et Les Zurichois en 1991.
Après plus d'une dizaine d'années sans avoir publié, il revient à la bande dessinée en 2004 et travaille avec le scénariste Roger Seiter sur H.M.S.. Cette série historique qui se déroule à la fin du XVIIIe, a la particularité de mêler récit policier et aventures maritimes au sein de la marine britannique.
En 2011, il travaille toujours en collaboration avec Roger Seiter sur Trajectoires, une histoire en deux tomes qui se déroule dans les années 1960 dans le milieu du sport automobile.

## Œuvres publiées
- Après un si long hiver - Alsace 1789 (Objectif bulles)

scénario Roger Seiter ; dessins Johannes Roussel ; couleurs Claude Guth
- Les Zurichois (La Nuée bleue), 1989

scénario Roger Seiter ; dessins Johannes Roussel ; couleurs Claude Guth
- H.M.S. 6 tomes (Casterman), 1991

scénario Roger Seiter ; dessins et couleurs Johannes Roussel
1. Les Naufragés de la Miranda[3], dessins de Johannes Roussel, Casterman - Ligne d'horizon, 2005
2. Capturez la Danaë ![4], dessins de Johannes Roussel, Casterman - Ligne d'horizon, 2006
3. La Morsure du serpent, dessins de Johannes Roussel, Casterman - Ligne d'horizon, 2007
4. Le Mystère de la Perle, dessins de Johannes Roussel, Casterman - Ligne d'horizon, 2008
5. Les Pirates, dessins de Johannes Roussel, Casterman - Ligne d'horizon, 2010
6. Le Sang de Caroline, dessins de Johannes Roussel, Casterman - Ligne d'horizon, 2011

- Trajectoires, 2 tomes (Glénat)

scénario Roger Seiter ; dessins et couleurs Johannes Roussel
1. Deux Tours d'Horloge, dessins de Johannes Roussel, Glénat - Plein gaz, 2012
2. 24 Heures de trop, dessins de Johannes Roussel, Glénat - Plein gaz, 2013

- Les Grandes Victoires Porsche (Glénat)

scénario Denis Bernard ; dessins et couleurs Johannes Roussel, 2021